# Jan Vaclík
Jan Vaclík (15. června 1830, Plav u Českých Budějovic – 3. srpna 1917, Petrohrad, Ruské impérium) byl český diplomat a publicista, autor první černohorské zahraničně-politické studie Suverenita Černé Hory a mezinárodní právo z roku 1858.

## Dílo
- Kosovo pole – cestopisný nástin z almanachu Kytice (1859)